# Eduard Hegel

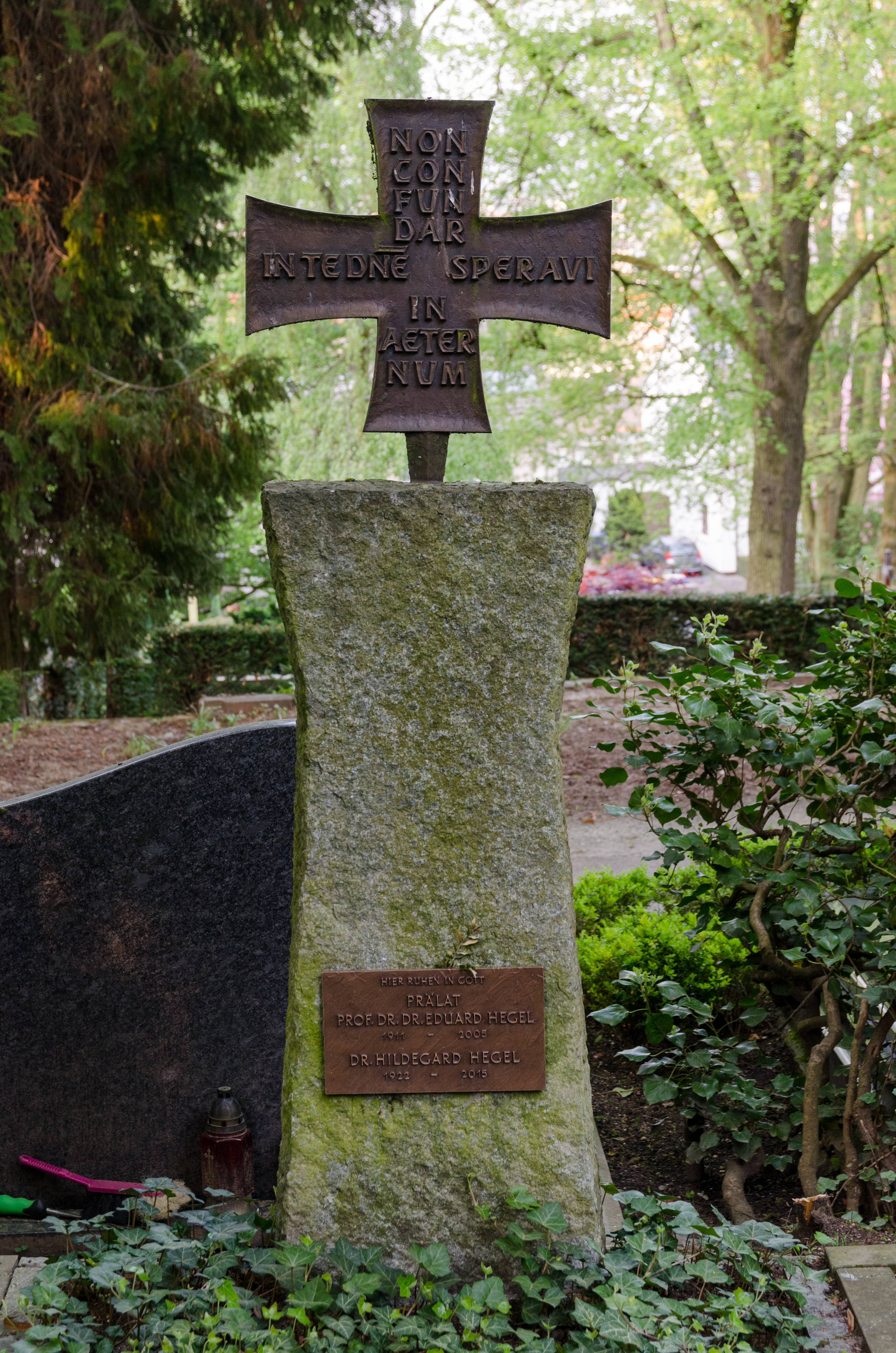
Grabstein der Familie Hegel auf dem Kessenicher Bergfriedhof

Eduard Hegel (* 28. Februar 1911 in Barmen; † 23. November 2005 in Bonn) war ein deutscher Theologe und Kirchenhistoriker.

## Leben
Eduard Hegel, Sohn des Bauunternehmers Albert Hegel und dessen Ehefrau Antonie Maria Ommer, studierte an den Universitäten Münster, München und Bonn Katholische Theologie und Geschichtswissenschaften. Während seines Studiums trat er der katholischen Studentenverbindung Alsatia bei. 1933 wurde er in Bonn bei Max Braubach zum Dr. phil. promoviert. 1937 empfing er in Köln die Priesterweihe. Hegel war zunächst als Seelsorger in Köln tätig. 1943 wurde er mit einer Arbeit über die Kölner Erzbischöfe Maximilian Friedrich von Königsegg-Rothenfels und Maximilian Franz von Österreich zum Dr. theol. promoviert. Mit einer weiteren wissenschaftlichen Veröffentlichung über die Geschichte des Erzbistums Köln wurde er überregional bekannt; das Werk wurde ein Standardwerk. 1948 habilitierte sich Hegel an der Universität Bonn.
Nach Stationen am Priesterseminar in Trier und an der Westfälischen Wilhelms-Universität in Münster erhielt er 1966 einen Ruf auf die Nachfolge Hubert Jedin an der Rheinischen Friedrich-Wilhelms-Universität Bonn. Zudem wurde er Gründungsdirektor des Instituts für Kirchengeschichte. 1976 wurde er emeritiert.
Eduard Hegel wurde im Jahr 1954 zum ordentlichen Mitglied der Historischen Kommission für Westfalen gewählt. Seit 1979 war er korrespondierendes Mitglied der Kommission. Außerdem war er von 1967 bis 1979 Vorsitzender des Historischen Vereins für den Niederrhein. 1973 wurde er Mitglied der Nordrhein-Westfälischen Akademie der Wissenschaften. 1974 wurde er mit dem Titel Päpstlicher Ehrenprälat ausgezeichnet, 1985 Apostolischer Protonotar.
Hegels Grab befindet sich auf dem Kessenicher Bergfriedhof.

## Veröffentlichungen
- Colonia Sacra. Zur Geschichte der Kirchen im Erzbistum Köln. Balduin Pick Verlag, Köln, Band 1, 1947.
- Kirchliche Vergangenheit im Bistum Essen. Driewer Verlag, Essen 1960.
- Geschichte der Katholisch-Theologischen Fakultät Münster 1773–1964. Münster: Aschendorff Teil 1: 1966, Teil 2: 1971.
- Geschichte des Erzbistums Köln
  - Band 1: Das Bistum Köln von den Anfängen bis zum Ende des 12. Jahrhunderts. Bachem 1998, ISBN 3-7616-0158-1; zusammen mit Friedrich W. Oediger
  - Band 2: Das Bistum Köln im späten Mittelalter 1191–1515. Bachem 1994, ISBN 3-7616-1149-8; zusammen mit Wilhelm Janssen
  - Band 4: Das Erzbistum Köln zwischen Barock und Aufklärung, vom Pfälzischen Krieg bis zum Ende der französischen Zeit. Bachem 1999; ISBN 3-7616-0389-4
  - Band 5: Das Erzbistum Köln zwischen der Restauration des 19. Jahrhunderts und der Restauration des 20. Jahrhunderts. Bachem 1999; ISBN 3-7616-0873-X
- St. Kolumba in Köln: eine mittelalterliche Grossstadtpfarrei in ihrem Werden und Vergehen. Schmitt Verlag, Siegburg 1996.